# Szirányi Bence
Szirányi Bence (Budapest, 1988. február 17. –) 150-szeres magyar válogatott jégkorongozó.